# Calanthe labrosa
Calanthe labrosa är en orkidéart som först beskrevs av Heinrich Gustav Reichenbach, och fick sitt nu gällande namn av Heinrich Gustav Reichenbach. Calanthe labrosa ingår i släktet Calanthe och familjen orkidéer. Inga underarter finns listade i Catalogue of Life.